# Ampelocera cubensis
Ampelocera cubensis är en hampväxtart som beskrevs av August Heinrich Rudolf Grisebach. Ampelocera cubensis ingår i släktet Ampelocera och familjen hampväxter. Inga underarter finns listade i Catalogue of Life.